# Di Gi Charat
Di Gi Charat es una serie de anime y manga muy popular creada por Koge Donbo. La serie trata sobre una niña gato llamada Dejiko que viene del espacio y termina en Akihabara, Tokio. Ella quiere convertirse en alguien popular y famosa, pero lo único que logra es trabajar en “Gamers”, una tienda que vende anime y merchandising. 
El anime fue producido por Broccoli, animado por el estudio Madhouse y distribuido por Synch-Point en los Estados Unidos. 

## Historia del suceso
Esta idea, no era nada más y nada menos que hacer publicidad de la tienda Gamers de Akihabara, tienda que finalmente ha dejado como estandarte a los personajes de esta serie.   
"Gamers" es una cadena de tiendas de manganime, con edificios que llegan a tener siete plantas dedicados a merchandising de las mejores series. En julio de 1998, para promocionar la sucursal del barrio de Akihabara, optaron por hacer una campaña divertida en papel y animación.
En ella aparecen los personajes de Di Gi Charat, donde las protagonistas Dejiko, la princesa del planeta Di Gi Charat, su amiga Puchiko y Gema, una bola amarilla parlanchina llegaban a la Tierra y, más en concreto, en el barrio de Akihabara. Inmediatamente se dan cuenta de que sin dinero no van a poder vivir, y por compasión del Jefe de Gamers, podrán trabajar en esa tienda.    
Con esta idea inicial, empezó en la From Gamers de la editorial Mediaworks, una historieta de Dejiko y sus amigos. Tras el éxito cosechado, siguieron saliendo historias de Di Gi Charat en la Gema Gema de From Gamers, del subgénero Yon-Koma. Casi al mismo tiempo, salió la versión animada, producida por Broccoli, que constó de 16 episodios. Lo curioso de esta serie, fue la duración de cada capítulo, ya que constaban de 3 minutos. En este corto tiempo, se veía el ambiente de la tienda y el barrio, además de ver el día a día de los personajes.
Fue tal el éxito que cosechó, que la cadena Gamers no dudó en coger como mascota a Dejiko y, a día de hoy, sigue siendo la imagen de la compañía. Actualmente, en el país nipón siguen saliendo secuelas de la saga.
La obra que tratamos ahora, su autora es Koge Donbo y varios autores, que van turnándose en cada capítulo del manga, con lo que podemos observar como va cambiando el estilo y los personajes mantienen su espíritu, pero vistos desde otros ojos.
Las historias son autoconclusivas y, nos cuentan el día a día de Dejiko y sus amigos en la tienda Gamers. Con un humor que roza lo absurdo, siendo el Jefe y el resto de la gente con forma de dedo. No obstante, en el último tomo de la serie la historia cambia, aprovechando a los personajes pero, poniéndolos en un contexto totalmente diferente, siendo una historia de fantasía.

## Manga
El manga de Di Gi Charat comenzó a producirse casi al mismo tiempo que el anime.
Existen varios mangas de la serie, incluyendo una antología de cuatro tomos donde distintos autores realizaban sus propias historias de Di Gi Charat, incluyendo Koge Donbo.
También es publicada una revista bimestralmente con el nombre de "Comic Di Gi" publicada por Broccoli.
- Dejiko's Adventure (por: Yuki Kiriga; Broccoli Books)
- Di Gi Charat Official Comic Anthology (por: varios autores; Broccoli Books)
- Leave it to Piyoko! (por: Hina; Broccoli Books)
- Dejiko's Champion Cup Theater (por: Koge Donbo; Akita Shoten)

## Música
Una gran cantidad de álbumes de Di Gi Charat fueron hechos, incluyendo las bandas de sonido del anime así como la colección de las canciones originales cantadas por los personajes principales (seiyuu). Algunos de esos álbumes expandieron la historia de Di Gi Charat.

## Juegos

### Di Gi Charat Fantasy
Un juego titulado Di Gi Charat Fantasy fue lanzado para la consola Sega Dreamcast. Es un juego del tipo visual novel en el que el jugador es uno de los fanes de Dejiko que junto con Dejiko, Puchiko y Rabi-en-Rose son aspirados a través vórtce que los lleva a otra dimensión en donde hay un mundo de fantasía. El jugador se encuentra solo con Dejiko en una selva y ella pierde su memoria. En este juego hay una visión diferente de Dejiko porque al perder la memoria ella se vuelve inocente y tímida.

### Di Gi Charat: Di Gi Communication I & II
Di Gi Communication es una serie de juegos para Game Boy Advance. El 25 de octubre del 2002 la primera edición del juego salió en venta, la secuela, un año más tarde. Los dos juegos eran de Broccoli. Estaban basados en el manejo del dinero. Eligiendo uno de los tres personajes principales, toma el rol del mánager de la tienda y hay que manejarla con el dinero disponible. El juego toma muchos aspectos del anime. La música fue hecha por Manabu Namiki. Los 2 juegos fueron vendidos solo en Japón y no se hizo ninguna traducción.

### Glove on Fight
Dejiko aparece como un personaje seleccionable en un juego 2d de lucha para PC. El juego contiene muchos personajes populares de los bien conocidos To Heart y Shingetsutan Tsukihime.

## Gamers
Hay 20 tiendas de Gamers en todo el Japón. Gamers también abrió un local en los Estados Unidos en el 2001, Anime Gamers, que está localizado en Los Ángeles.

## Anime relacionado
Otras series que hacen referencia a Di Gi Charat o hay apariciones de los personajes:
- Animes creados por Broccoli como Galaxy Angel y Aquarian Age.
- Pita Ten, como Di Gi Charat, una creación de Koge Donbo.
- En el anime Welcome to Pia Carrot!! 2 DX, a lo largo de los episodios los personajes de Di Gi Charat hacen varias apariciones de diferentes tipos; como Dejiko, Puchiko y Rabi~en~Rose en un concurso de cosplay, en el cual también están Takeshi y Yoshimi; o Dejiko haciendo una breve aparición en el opening junto a Gema. También son emoticones en el ordenador con el cual Aoi les muestra a los integrantes de Pia Carrot el mapa para la prueba de coraje, entre muchas otras.
- Cromartie High School - En esta serie Piyoko y Dejiko tienen apariciones.
- Megatokyo- Los personajes principales trabajan en una tienda de Gamers y están vestidos como Puchiko. Una de las trabajadoras es Rabi~en~Rose.
- Leave it to Piyoko trata sobre Piyoko esencialmente aunque aparecen Dejiko y las otras.
- En el anime Sayonara Zetsubō Sensei en su segundo capítulo los personajes aparecen disfrazados de Dejiko en unas fotografías.
- En el Anime Excel Saga el personaje Excel tiene un ataque el cual transforma a unos subordinados de Across en cosplays de Dejiko y Puchiko, al parecer de forma permanente.